# جیانمارکو جروینی
جیانمارکو جروینی (انگلیسی: Gianmarco Gerevini؛ زادهٔ ۱۱ مهٔ ۱۹۹۳) بازیکن فوتبال اهل ایتالیا است.
از باشگاه‌هایی که در آن بازی کرده‌است می‌توان به باشگاه فوتبال بولونیا و باشگاه فوتبال برشا اشاره کرد.